# كهف ريسوفا
كهف ريسوفا (بالسيريلية الصربية: Пећина Рисовача, Pećina Risovača) يقع عند مدخل بلدة أراندجيلوفاتس في وسط صربيا حوالي 17 م (56 قدم) فوق وادي نهر أراندجيلوفاتس. وهي واحدة من أهم المواقع الأثرية للعصر الحجري القديم في صربيا إلى جانب كهف غراداك بالقرب من كراغوييفاتس. أكد اكتشافه الوجود المفترض لثقافة العصر الحجري القديم جنوب خط سافا-دانوب وقدم معلومات جديدة عن حياة البشر ما قبل التاريخ في أوروبا.

## وصلات خارجية
- CAVE-DWELLING INVERTEBRATES IN SERBIA